# Adelocolia
Adelocolia es un género monotípico de musgos hepáticas del orden Jungermanniales. Su única especie es: Adelocolia decipiens.

## Taxonomía
Adelocolia decipiens fue descrita por (Hook.) Mitt.  y publicado en Report on the Scientific Results of the Voyage of H.M.S. ~Challenger~ 1(2): 106. 1884.